# Asson (vaudou)
Pour les articles homonymes, voir Asson.
L'asson, dans le vaudou haïtien, est l'insigne de la prêtresse (mambo) ou du prêtre (houngan) vaudou.
Il se présente sous forme de hochet. Il est creusé dans une calebasse et contient de petits objets comme des os de serpent, des graines ou des perles. 
Il symbolise le pouvoir du houngan ou de la mambo. Il permet d'appeler les lwas lors des rituels.